# Смугул
Смугул (рос. Смугул) — село Ахтинського району, Дагестану Росії. Входить до складу муніципального утворення Сільрада Смугульська.
Населення — 538 (2010).

## Населення
За даними перепису населення 2002 року в селі мешкало 718 осіб. У тому числі 451 (62,81 %) чоловік та 267 (37,19 %) жінок.
Переважна більшість мешканців — лезгини (72 % усіх мешканців). У селі переважає лезгинська мова.